# Wit Beggiami
Vito Beggiami (ur. 1439 – zm. 14 czerwca 1508) – włoski dominikanin i inkwizytor, błogosławiony Kościoła katolickiego.
Pochodził z Savigliano. Wstąpił do zakonu dominikanów w konwencie Santa Maria Maddalena w Asti w wieku 16 lat. Następnie ukończył studia teologiczne, uzyskując tytuł magistra teologii, nie wiadomo jednak dokładnie, gdzie studiował. W listopadzie 1476 został mianowany wikariuszem prowincji zakonnej Ziemi Świętej, obejmującej konwenty dominikańskie na Cyprze. Po wyborze nowego prowincjała Ziemi Świętej w maju 1477 powrócił do Asti. Na przełomie 1481/82 został przeniesiony do konwentu San Domenico w rodzinnym Savigliano, gdzie pozostał już aż do śmierci, a w latach ok. 1489-1493 i 1497-1499 sprawował funkcję przeora. Nadto był wikariuszem inkwizytora Aimone Taparelliego.
Latem 1495 Vito Beggiami został mianowany inkwizytorem okręgu Savigliano. Jeszcze w tym samym roku przeprowadził w wioskach Rifreddo i Gambasco (na obszarze markizatu Saluzzo) proces przeciwko dziewięciu kobietom oskarżonym o czary, z których wszystkie zostały przez niego skazane na spalenie na stosie. Akta postępowań przeciwko trzem podejrzanym: Caterinie Bonivarda, Caterinie Borrella i Giovannie Motossa, zachowały się do dnia dzisiejszego. Dowodzą one, że wprawdzie Vito Beggiami podzielał rozpowszechnioną wówczas w regionach alpejskich wiarę w czarownice, ale przestrzegał skrupulatnie obowiązujących procedur i respektował prawa oskarżonych. W 1497 ponownie prowadził dochodzenie w sprawie rzekomych czarownic w miejscowości Verzuolo, jednak szczegóły tego postępowania nie są znane.
10 kwietnia 1499 Vito został zatwierdzony na stanowisku inkwizytora Savigliano, jednak po splądrowaniu siedziby jego trybunału wiosną 1500 złożył rezygnację. Śledztwo zarządzone przez generała zakonu nie doprowadziło do ustalenia sprawców i ostatecznie w dniu 1 listopada 1502 Vito Beggiami został zwolniony z funkcji inkwizytora; jego następcą został dominikanin Ludovico Ferrari.
Vito Beggiami, ceniony jako kaznodzieja i z powodu osobistej pobożności, zmarł w opinii świętości w wieku 69 lat. Lokalnie, w rejonie Savigliano, czczony jest jako błogosławiony, a kult ten zaaprobował papież Klemens VII w 1524.